# Château de Canon
Le château de Canon est une demeure qui se dresse sur le territoire de l'ancienne commune française de Mézidon-Canon dans le département du Calvados, en région Normandie. L'édifice est classé au titre des monuments historiques.

## Localisation
Le château est situé dans l'ancienne commune de Mézidon-Canon, au sein de la commune nouvelle de Mézidon Vallée d'Auge, dans le centre du département normand du Calvados, dans l'ouest du pays d'Auge, à 20 km à vol d'oiseau au sud-ouest de Caen. Le parc du château est traversé par le Laizon.

## Historique
La seigneurie de Canon, propriété au Moyen Âge d’Eudes de Canon, passe ensuite par le jeu d’alliances et de successions, notamment aux familles Franqueville, Sarcilly, puis à Jean Le Sueur qui vers 1610 construisit probablement le château Bérenger vestige du premier château de Canon, et qui sera transformé par Élie de Beaumont en fabrique en le dotant d'un péristyle à colonnes néo-classique, et à Thomas de Bérenger en 1689.
Son fils, Robert de Bérenger, protestant, fuit le régime, victime de la révocation de l'édit de Nantes et part se réfugier en Angleterre en 1727, vendant Canon à vil prix à Pierre de La Roque, fortuné receveur des tailles de Valognes, qui construit alors une nouvelle demeure, creuse la pièce d’eau et commence à planter les avenues.
À la mort en 1738, de Robert Bérenger, son seul héritier fut son neveu, Jacques Robert Morin du Mesnil, seigneur de Vieux-Fumé. Sa fille aîné, Anne-Louise Morin du Mesnil épouse en 1760 Jean-Baptiste-Jacques Élie de Beaumont qui s’intéresse alors, en qualité d’avocat parisien aux conditions critiquables, de la vente de Canon menée en 1727.
En 1768, après quatre ans de procédure, à laquelle s’intéresse de près son grand ami Voltaire, le couple gagne le procès et engage alors immédiatement d’immenses travaux entamant sérieusement la fortune des Beaumont et entraînera en 1786 la vente des meubles aux enchères.
Très apprécié dans la région, Jean-Baptiste Élie de Beaumont qui meurt en 1786 évitera au domaine de Canon les désordres de la Révolution. Léonce Élie de Beaumont, son petit-fils, fut célèbre et respecté en tant que co-créateur de la carte géologique de France, et donna même son nom à une montagne en Nouvelle-Zélande. Le domaine créé et entretenu par la famille de Beaumont parvient presque intact à leurs descendants actuels la famille Delom de Mézerac malgré les révolutions, guerres et autres événements.
Le château de Canon a souffert gravement de la dernière guerre qui a vu s’installer, au sein même du château, un hôpital allemand en juin 1944, puis les troupes d’une division de chars allemands que les frondaisons des arbres bicentenaires protégeaient efficacement du repérage des avions alliés. Si les Beaux-Arts ont reconstruit parfaitement, dans le cadre des dommages de guerre, la ferme du nord victime d’une bombe américaine, il n’en a pas été de même pour les autres dépendances qui furent réquisitionnées en 1945 pour y loger des réfugiés travaillant à la restauration des voies ferrées de la région. Cependant, dans le cadre des dommages de guerre, certaines maçonneries ruinées avant le conflit ont été incluses dans la rénovation.

## Description
Le parc et les jardins sont de style franco-anglais, et le château suit le modèle dit « à l'Italienne ».
La grille d'entrée ainsi que le kiosque chinois, achetée par Jean-Baptiste Élie de Beaumont en 1781 à l'architecte Nicolas Lenoir, proviennent de l'ancien château des Ternes à Paris.

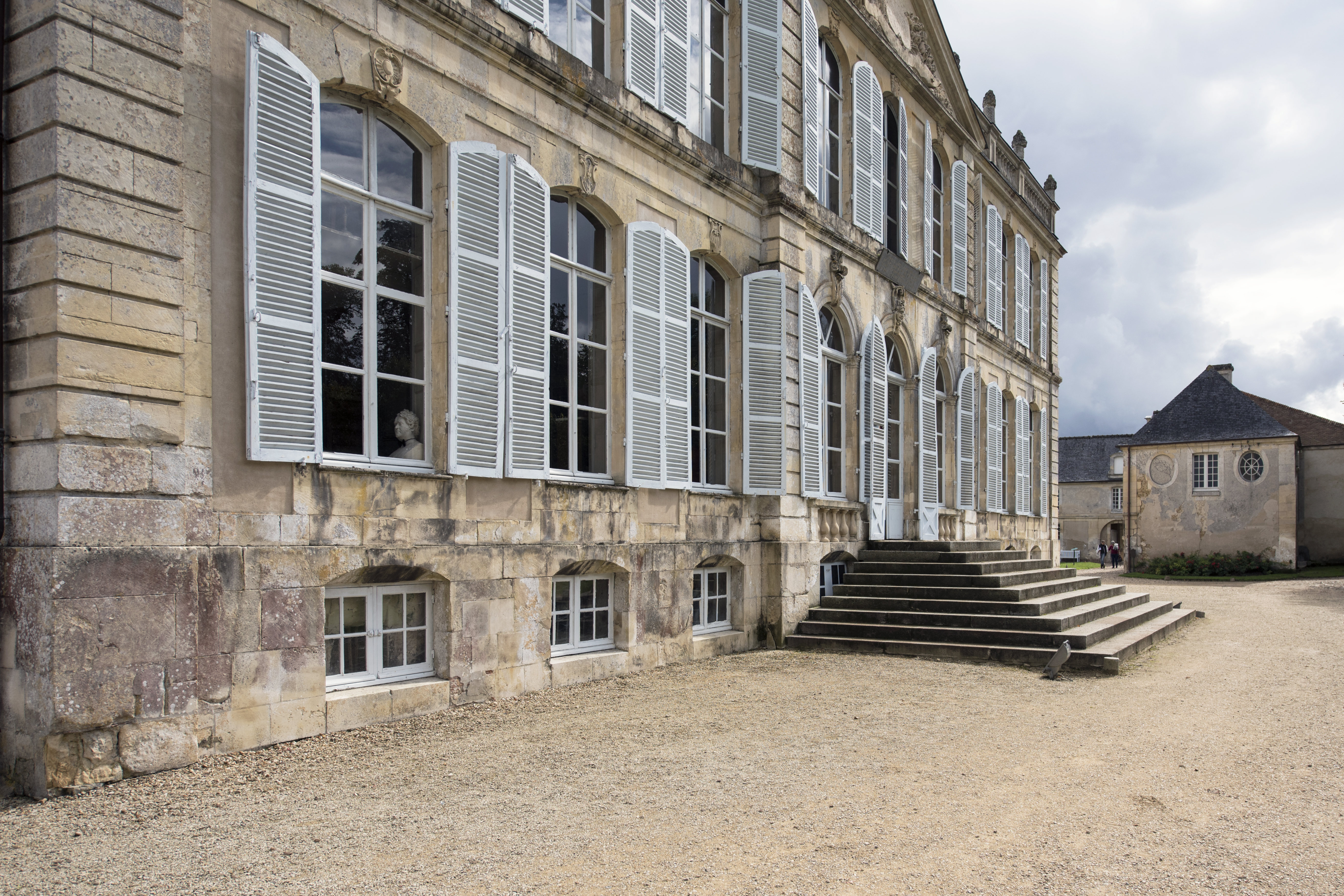
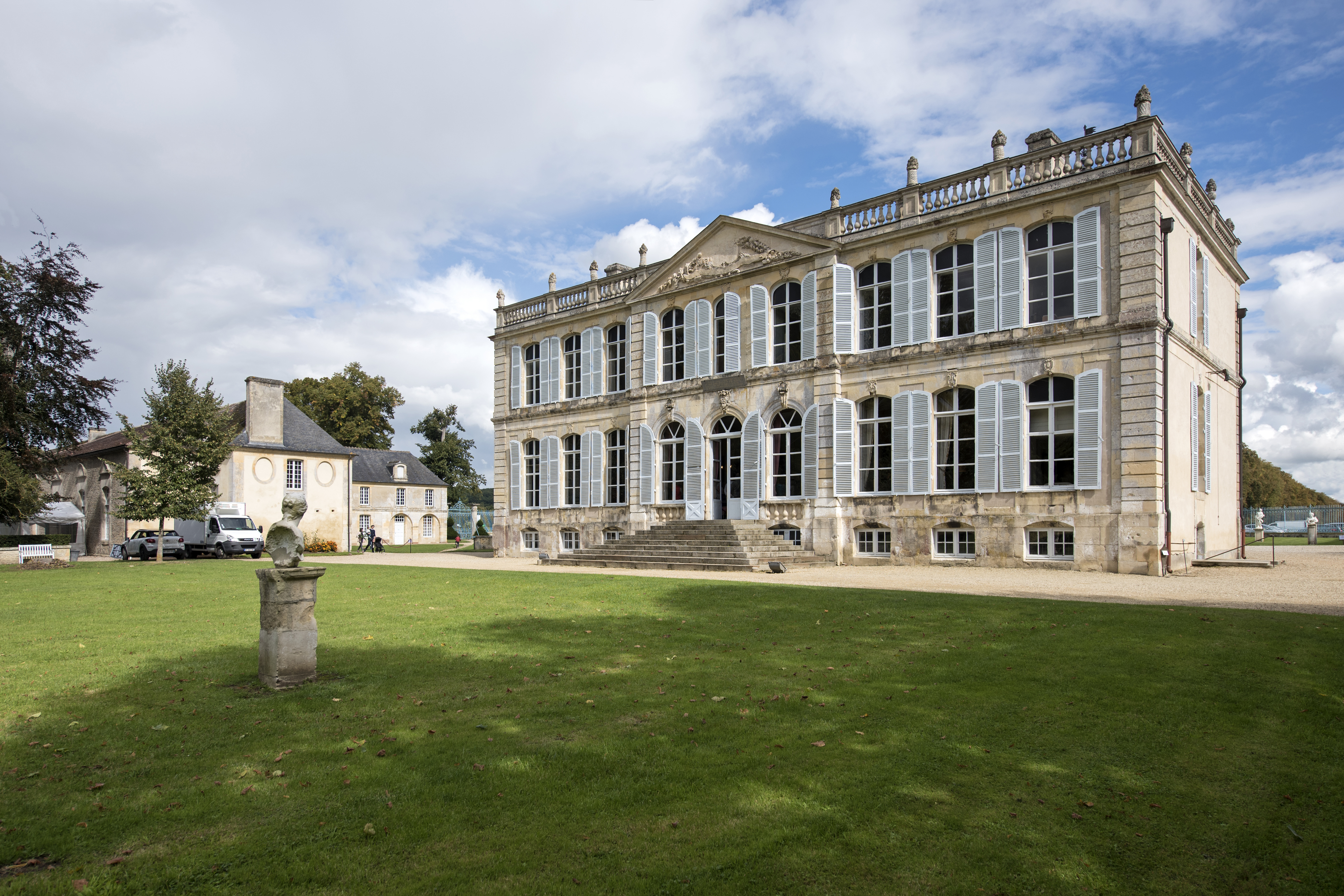
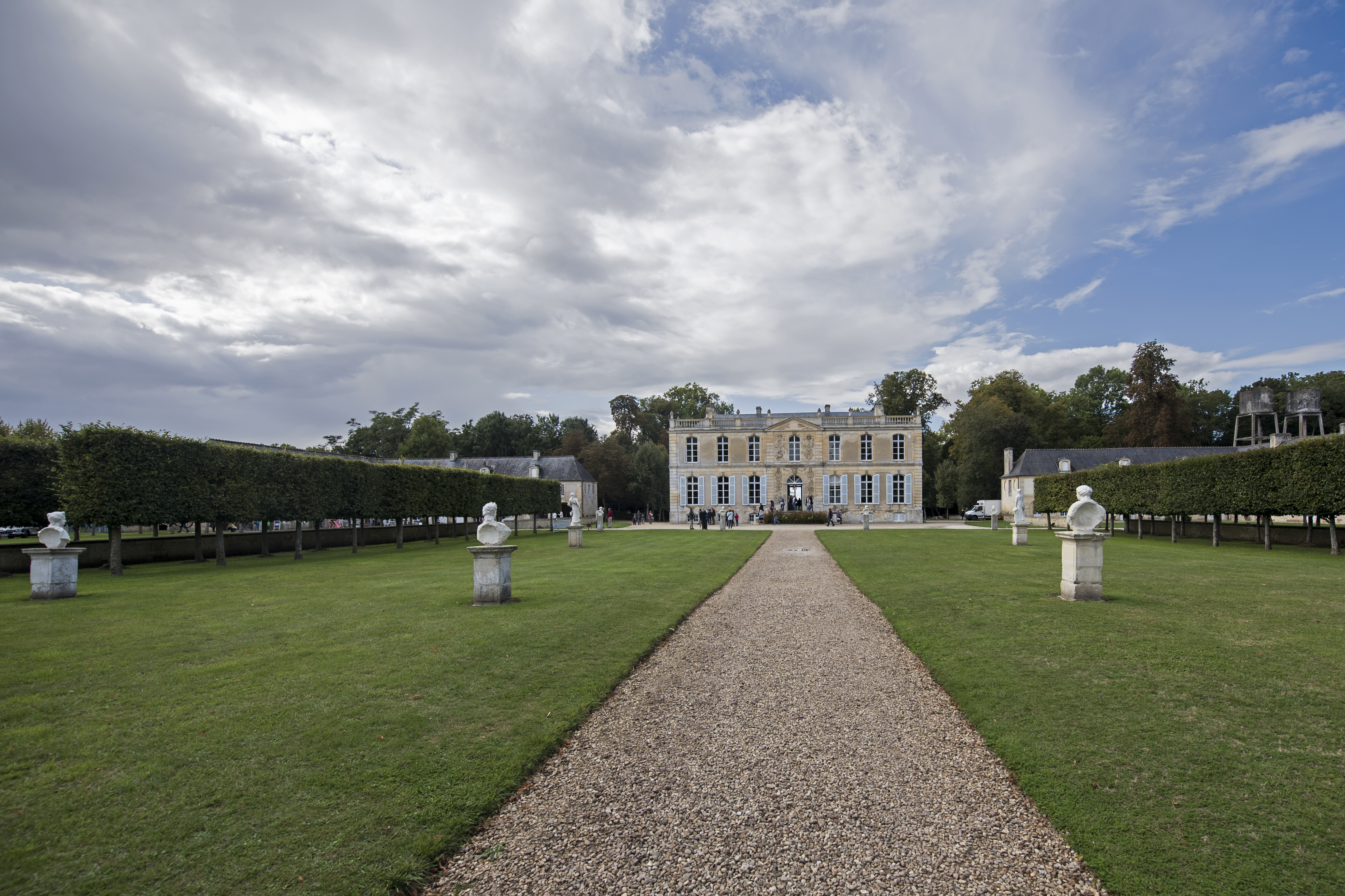

## Protection
Le château avec ses communs, sa ferme, ses chartreuses, les avenues d'accès et le parc, y compris toutes leurs statues, les restes du château de Bérenger, le temple de la Pleureuse, le kiosque chinois, le colombier et la fontaine dite de Target sont classés au titre des monuments historiques par arrêté du 11 juin 1941.

## Jardin
Les jardins du château sont classés jardins remarquables, notamment grâce aux treize jardins clos de murs, appelés chartreuses, qui servent d'écrins à des centaines de variétés de fleurs et sont ouverts à la visite.
En 1985, l’association Vieilles maisons françaises leur a décerné le premier prix de sauvegarde, et, en 1987, la Fondation des Parcs et Jardins de France leur a octroyé un premier prix. Après la tempête de 1999, le château a reçu une aide de la fondation des parcs et jardins de France. En mai 2000, les jardins reçoivent le premier prix de la compagnie Art du jardin.

## Visite
Il est possible de visiter le château depuis 1982 (parc et jardins, mais aussi intérieur du château et des dépendances). En 2021, il a accueilli 25 000 visiteurs[réf. nécessaire].

Fabriques du parc
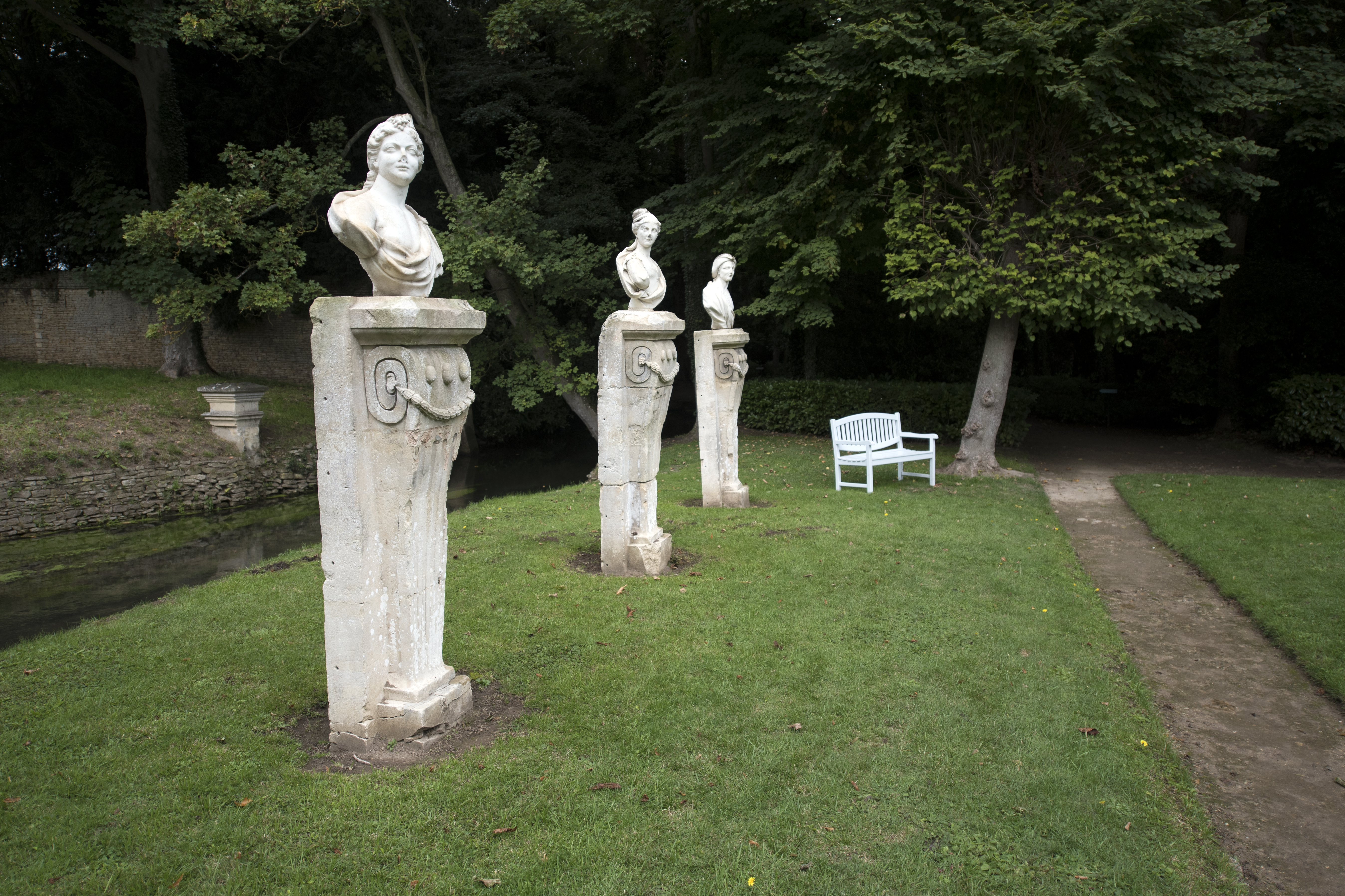
Des bustes.
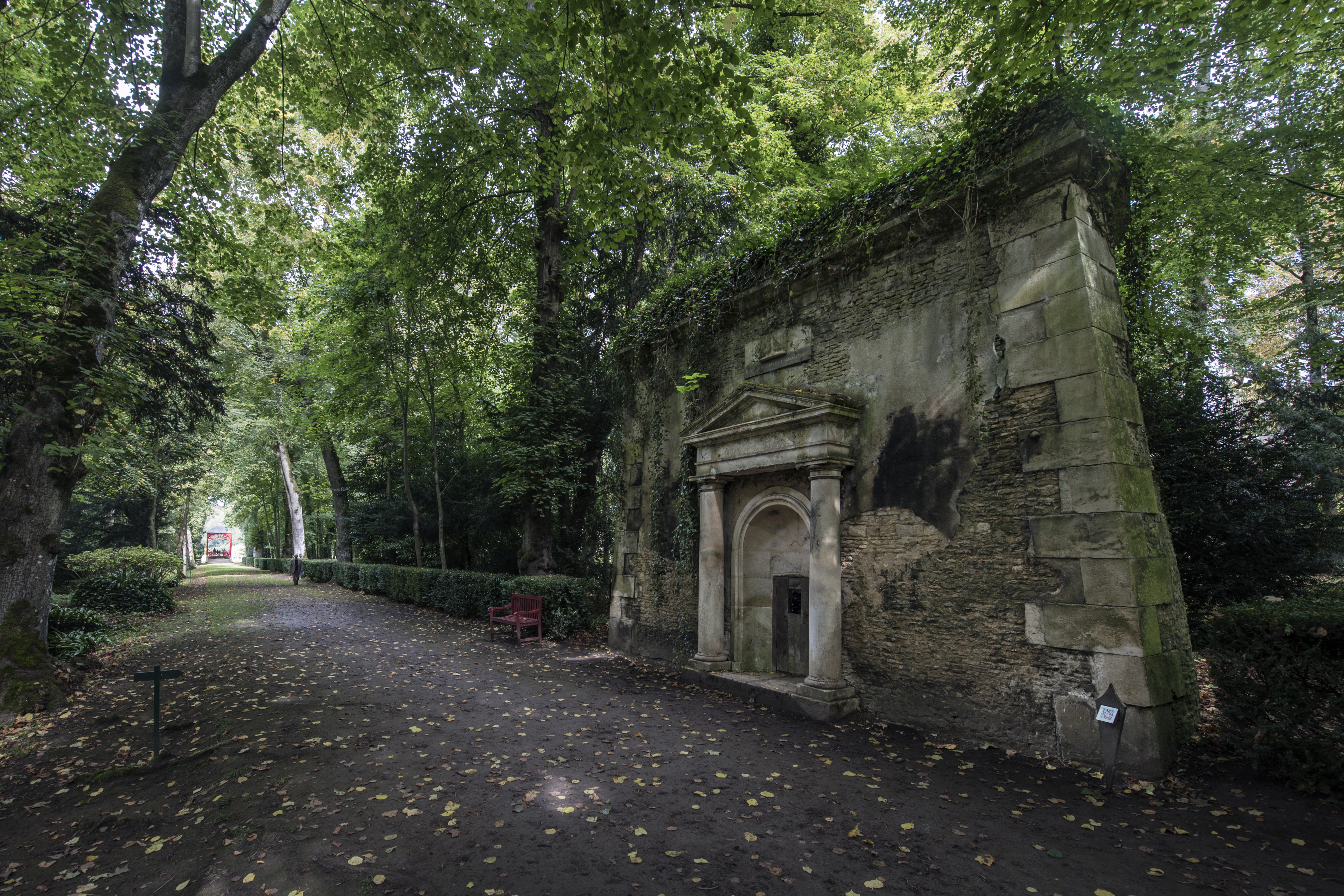
L'ancien colombier.
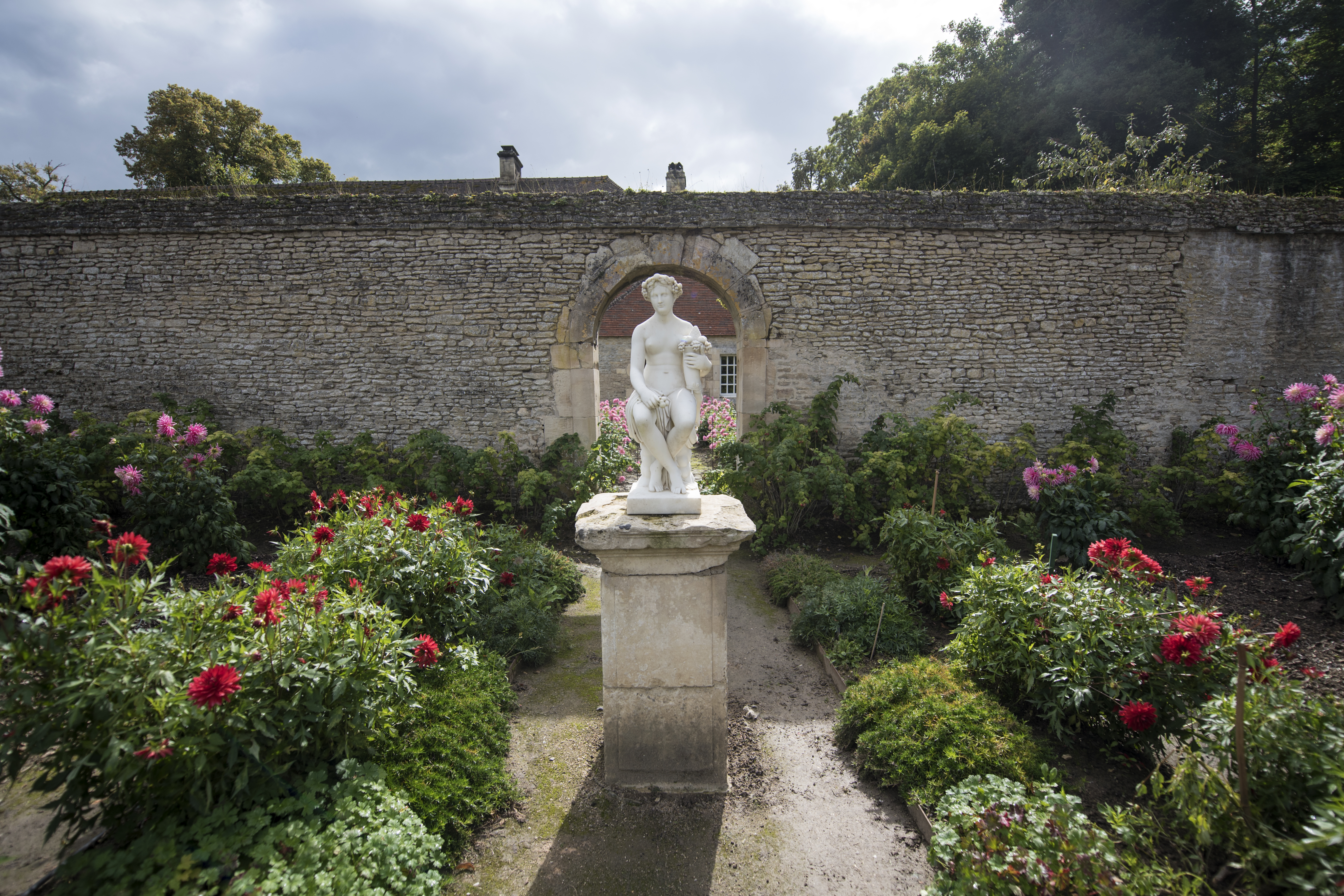
Une sculpture dans une chartreuse.
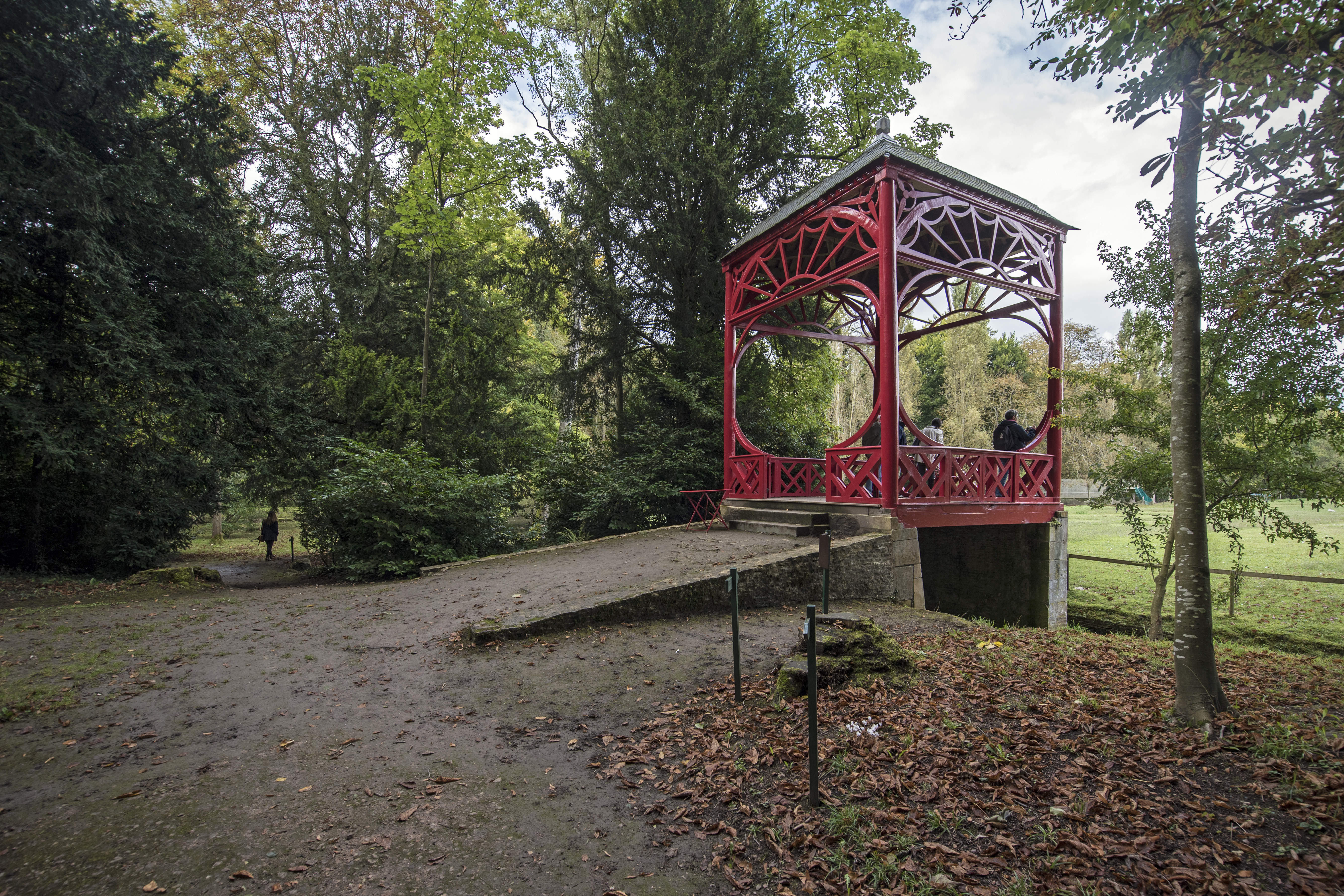
Le kiosque chinois.
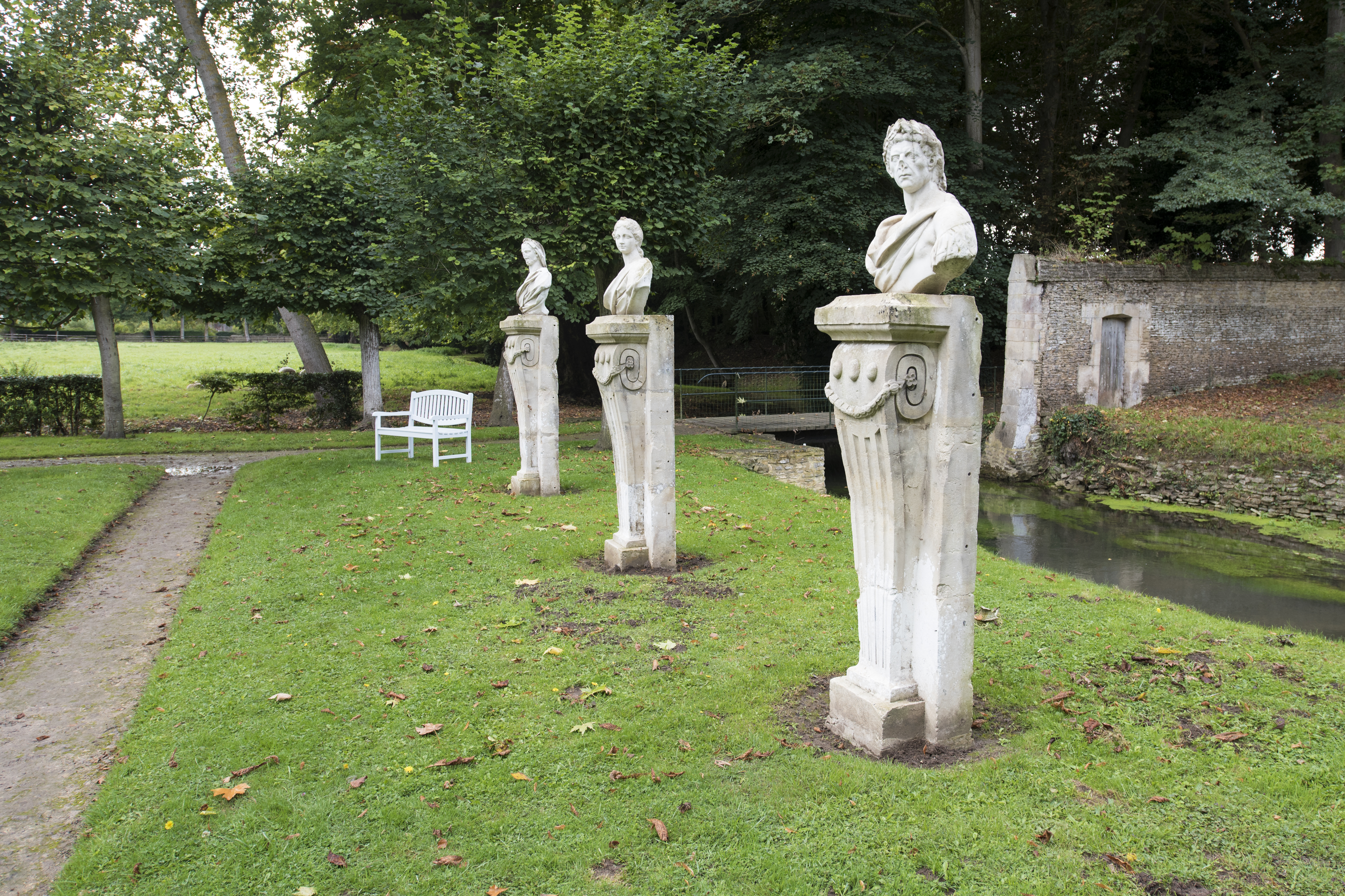
Des bustes.